# Oreostemma peirsonii
Oreostemma peirsonii là một loài thực vật có hoa trong họ Cúc. Loài này được (Sharsm.) G.L.Nesom mô tả khoa học đầu tiên năm 1993.